# Tipômetro
O tipômetro é o instrumento do tipógrafo, constituído por uma régua ou fita de metal, madeira, plástico, etc., graduada em cíceros, furos e pontos numa das margens, e em centímetros ou polegadas e seus submúltiplos na outra, e que serve para estabelecer ou verificar as medidas tipográficas.
1. ↑   tipómetro in Dicionário infopédia da Língua Portuguesa [em linha]. Porto: Porto Editora, 2003-2018. [consult. 2018-04-28 18:53:27]. Disponível na Internet: https://www.infopedia.pt/dicionarios/lingua-portuguesa/tipómetro